# The Last of the Duanes (1924)
The Last of the Duanes is een Amerikaanse western uit 1924. De film is gebaseerd op het gelijknamige boek uit 1914 van Zane Grey. Hij was al eerder verfilmd in 1919 met William Farnum in de hoofdrol, en later werden er nog remakes gemaakt in 1930 (met George O'Brien) en in 1941 (met George Montgomery).
De stomme film is bewaard gebleven en ligt opgeslagen in een archief in Tsjechië. Een kopie was in 1994 gevonden op een Tsjechische kippenboerderij.

## Verhaal
Buck Duane (Tom Mix) wordt gedwongen om op de vlucht te slaan als hij Cal Bain (Brinsley Shaw), de moordenaar van zijn vader, doodschiet. Hij ontsnapt, helpt onderweg een stervende veedief en redt Jenny (Marian Nixon) uit handen van een outlaw. Overigens heeft de vrouw van de outlaw haar oog laten vallen op Duane, wat voor nieuwe problemen zorgt. Daarentegen zorgt hij er wel voor dat de hele bende kan worden gearresteerd door de politie.

## Rolverdeling
| Acteur         | Personage  |
| -------------- | ---------- |
| Tom Mix        | Buck Duane |
| Marian Nixon   | Jenny      |
| Brinsley Shaw  | Cal Bain   |
| Frank Nelson   | Euchre     |
| Lucy Beaumont  | moeder     |
| Harry Lonsdale | vader      |
| Tony het paard | Tony       |